# Skipsholmen
Die Skipsholmen (norwegisch für Schiff-Insel, englisch Skips Island) ist eine Insel vor der Ingrid-Christensen-Küste des ostantarktischen Prinzessin-Elisabeth-Lands. Sie liegt nordnordöstlich der Hovdøyane im nordöstlichen Teil der Prydz Bay und ist die größte Insel der Svennerøyane.
Norwegische Kartografen, die sie auch benannten, kartierten sie 1946 anhand von Luftaufnahmen, die bei der Lars-Christensen-Expedition 1936/37 entstanden.